# Alana Stewart
Alana Hamilton Stewart (/əˈlɑːnə/; 18 de maio de 1945) é uma atriz e ex-modelo estadunidense. Ela também usou seu nome de solteira, Alana Collins, e seu nome do primeiro casamento, Alana Hamilton, profissionalmente.

## Primeiros anos
Nascida Alana Kaye Collins em San Diego, ela cresceu em Nacogdoches e Houston, no Texas, antes de se mudar para Nova Iorque para se tornar modelo. Ela afirmou ter crescido na pobreza. Collins assinou contrato com a Ford Models e viajou para Los Angeles para diversas aparições em televisão e comerciais.

## Carreira
No início dos anos 1970, ela iniciou uma carreira como atriz. Seu primeiro papel foi uma pequena participação no filme biográfico Evel Knievel, que estrelava seu então marido, George Hamilton. Mais tarde, fez aparições em programas de televisão como The Bionic Woman, Fantasy Island, Hart to Hart e The Love Boat.
Em 1995, ela e seu ex-marido George Hamilton apresentaram seu próprio programa de entrevistas sindicalizado, George & Alana. A série foi cancelada no ano seguinte. Em 2003, Stewart participou como competidora no reality show da ABC, I'm a Celebrity...Get Me Out of Here!
De 2006 a 2009, filmou e produziu um documentário de 90 minutos indicado ao Emmy, Farrah's Story, que documentou a batalha contra o câncer de sua amiga e colega modelo Farrah Fawcett. Em 2012, ela fez uma participação especial na série DeVanity, interpretando Claudia Muller, mãe de Lara Muller DeVanity e da Dra. Portia Muller Roth.

## Vida pessoal
Ela se casou com o ator George Hamilton em 1972. Eles tiveram um filho, um menino chamado Ashley Hamilton. O casal se divorciou em 1975. Em 1979, ela se casou com o cantor Rod Stewart. O casal teve uma filha, Kimberly, e um filho, Sean. Eles se divorciaram em 1984, mas ela manteve seu sobrenome.
No início dos anos 1990, Stewart descobriu que tinha o vírus Epstein–Barr após sofrer com sintomas causados pelo vírus por duas décadas. Em 1994, ela começou a falar publicamente sobre sua doença e revelou que removeu seus implantes mamários porque acreditava que eles contribuíam para seu problema de saúde.
Stewart era uma amiga próxima de Farrah Fawcett, que faleceu em 2009 após uma longa batalha contra o câncer, e, em 2018, ela tornou-se a presidente/CEO da Farrah Fawcett Foundation. Seu best-seller do New York Times de 2009, My Journey with Farrah: A Story of Life, Love, and Friendship, é dedicado à sua jornada com Fawcett. Em 2012, publicou um livro intitulado Rearview Mirror: A Memoir, detalhando sua infância, sua carreira inicial como modelo, seus casamentos e subsequentes divórcios, além das mortes de sua mãe e de Fawcett.

### Atividades políticas
Em 2014, Stewart, que é Republicana, apoiou sua amiga, a candidata independente Marianne Williamson, para o Congresso dos EUA pelo 33º distrito da Califórnia.
Stewart é apoiadora de Donald Trump, tendo votado nele em 2016 e 2020. Diferente da maioria de seus colegas em Hollywood, ela se opõe a restrições à posse de armas, exceto por "rigorosas verificações de antecedentes". Após o divórcio, passou a viver sozinha e mantém sua arma em sua mesa de cabeceira.
Stewart foi signatária da carta que solicitava que o Walmart permitisse a venda dos discos de DVD e Blu-ray do documentário político de 2019 No Safe Spaces. Após a Fox News declarar a vitória de Joe Biden na eleição presidencial de 2020 no Arizona, ela foi uma das conservadoras que deixaram de apoiar o canal de notícias.